# Joyce DiDonato
Joyce DiDonato (Prairie Village (Kansas), 13 februari 1969) is een Amerikaanse mezzosopraan.

## Loopbaan
DiDonato, geboren als Joyce Flaherty, zong in haar jeugd al in koren en musicals. Pas later ging zij zich interesseren voor een zangcarrière nadat ze aanvankelijk alleen zanglerares wilde worden. Ze volgde studies aan de Academy of Vocal Arts in Philadelphia tot operazangeres. Haar professionele carrière begon in het seizoen 1998/1999 waar ze bij regionale, Amerikaanse operahuizen zong. In 2003/2004 zong ze de rol van Idamante in Mozarts Idomeneo bij de De Nederlandse Opera. In het seizoen 2005/2006 debuteerde ze in de Metropolitan Opera in New York.
In 2012 bracht DiDonato de cd Drama Queens uit. Met de muziek van die cd toerde ze door de wereld en deed daarmee op 4 februari 2013 Brussel aan tijdens een door het publiek enthousiast ontvangen concert in de BOZAR wat ze beloonde met drie toegiften.

## Discografie

### Albums
| Album met hitnotering(en) in de Vlaamse Ultratop 200 albums | Datum van verschijnen | Datum van binnenkomst | Hoogste positie | Aantal weken | Opmerkingen |
| ----------------------------------------------------------- | --------------------- | --------------------- | --------------- | ------------ | ----------- |
| Drama queens                                                | 2013                  | 09-02-2013            | 200             | 1*           |             |